# Harlange
Harlange (lb. Harel, niem. Harlingen) – wieś (Uertschaft) w północnym Luksemburgu, w kantonie Wiltz, w gminie Lac de la Haute-Sûre. Do 3 października 2015 miejscowość leżała w dystrykcie Diekirch, a do 31 grudnia 1978 była samodzielną gminą. Liczy 589 mieszkańców (31 grudnia 2022).